# 馬君正
馬君正（MA Kwan Ching，1997年8月31日—），香港女子滑浪風帆運動員，綽號「大頭妹」。曾於2013－2015年連續三年獲頒「香港傑出青少年運動員」獎。香港第一位PWA世界職業巡迴賽的女性運動員，熱愛風帆衝浪和滑浪，嘻哈音樂和詩詞歌賦。最愛聽摩四青年和Novel Fergus的嘻哈音樂。

## 簡歷
馬君正在七歲時因父母想鍛鍊她的意志和毅力而開始學習滑浪風帆，在赤柱訓練和長大。現居長洲。2012年加入港隊，曾多次在國際賽事獲奬，被視為香港滑浪風帆的新一代接班人。
馬君正在嘉諾撒聖方濟各書院就讀小學和中學。她在中學時立志成為全職運動員，為應付訓練，由中五開始每星期只上一至兩天課。 在2015年的香港中學文憑考試，馬君正共考五科獲得25分，包括通識（5**）、英文（5*）、地理（5）、中文（4）及數學（3），憑著優異成績經JUPAS入讀香港浸會大學的體育及康樂管理文學士（榮譽）學位課程。 由於兼顧訓練和比賽，馬君正預料六年才能畢業。

## 主要成績

### 2013年
- TECHNO世界滑浪風帆錦標賽－女子U17第二名
- RS:ONE世界錦標賽－女子組第二名
- 亞洲錦標賽－RS:X青年女子第二名

### 2014年
- RS:One 世界滑浪風帆錦標賽－女子組及女子22歲以下組別冠軍[10][11]
- 亞洲青少年錦標賽－女子RS:X冠軍

### 2015年
- DELTA LIOYD REGATTA 世界帆船錦標賽－女子RS:X板組第二十四名
- ISAF 世界帆船錦標賽 - 韋茅斯-波特蘭－女子RS:X板組第九名
- RS:X 世界青少年滑浪風帆錦標賽－女子青少年組別第五名
- 亞洲滑浪風帆錦標賽－女子RS:X板組第三名[12]
- 世界青少年帆船錦標賽－女子RS:X板組第五名[13][8]
- RS:One 世界滑浪風帆錦標賽－女子組及女子22歲以下組別第二名
- ASAF 亞洲滑浪風帆錦標賽－女子RS:X板組第六名

### 2018年
- 雅加達亞運會RS:One隊際賽銀牌

### 2019年
- 歐洲滑浪風帆錦標賽女子RS:X板組第二十七名
- 世界滑浪風帆錦標賽女子RS:X板組第三十四名
- 亞洲滑浪風帆錦標賽女子RS:X板組第三名

### 2022年
- PWA世界職業巡迴賽 第6名 [14]
- 海通國際2022iQFOiL亞洲滑浪風帆錦標賽暨香港滑浪風帆公開錦標賽 冠軍 [15]

### 2023年
- 杭州亞運會女子iQFOil板銀牌

### 2024年
- 巴黎奧運女子iQFOil板 第14名[16]